# Der Ursprung der Welt (Gemälde)
Der Ursprung der Welt (französisch L’Origine du monde) ist ein Gemälde von Gustave Courbet (1819–1877) aus dem Jahr 1866. Das seinerzeit skandalträchtige Gemälde befindet sich heute im Musée d’Orsay in Paris. Es ist in Öl auf Leinwand gemalt.

## Beschreibung
Das Bild zeigt eine Nahsicht der behaarten Vulva einer liegenden, nackten Frau mit gespreizten Schenkeln. Der Rest des Körpers ist, mit Ausnahme des Bauches und einer Brust mit Brustwarze, nicht abgebildet. Die naturalistische Darstellung des unverhüllten weiblichen Geschlechts im Zentrum des Bildes wird durch die weichen Linien des seidenartigen Stoffes, der den Körper der Frau zum Teil verhüllt, noch unterstrichen. Der braune Bildhintergrund steht im Kontrast zu der hellen, glänzenden menschlichen Haut im Bildvordergrund.

## Geschichte
Gustave Courbet malte das Bild „Der Ursprung der Welt“ 1866 als Auftragsarbeit für den türkischen Diplomaten und Kunstsammler Halil Şerif Paşa, auch als Khalil Bey bekannt, der neben anderen Aktbildern Courbets auch „Das türkische Bad“ von Jean-Auguste-Dominique Ingres besaß. Unklar ist, wer die Abgebildete war. Hierfür kommt neben der Geliebten von Khalil Bey vor allem Joanna Hiffernan in Frage, die Courbet mehrfach als Aktmodell zur Verfügung stand. Während Khalil Bey die anderen Aktbilder seiner Sammlung in seinem Salon auch Besuchern zeigte, hielt er das Bild „Der Ursprung der Welt“ vor Gästen verborgen. Aufgrund finanzieller Schwierigkeiten musste Khalil Bey 1868 seine Kunstsammlung versteigern.
„Der Ursprung der Welt“ ging zunächst an den Antiquitätenhändler Antoine de la Narde. Als Edmond de Goncourt das Bild 1889 in dessen Laden entdeckte, war es hinter einer Abdeckung aus Holz versteckt, die mit dem 1874–1877 entstandenen Bild „Le château de Blonay“ dekoriert war. Der Holzrahmen dieser Darstellung einer Schneelandschaft mit Kirche ließ sich nur mit einem Schlüssel öffnen, wodurch das Bild „Der Ursprung der Welt“ dahinter neugierigen Blicken verborgen blieb.
Der ungarische Maler und Sammler Baron Ferenc von Hatvany kaufte das Bild „Der Ursprung der Welt“ 1910 von der Pariser Galerie Bernheim-Jeune und brachte es nach Budapest. Dort verblieb es bis zum Ende des Zweiten Weltkrieges. Aufgrund der jüdischen Herkunft seiner Familie lagerte Hatvany 1942 die wertvollsten Bilder seiner Kunstsammlung in verschiedenen Budapester Banktresoren ein. Das Bild „Der Ursprung der Welt“ deponierte er unter dem Namen seines nichtjüdischen Sekretärs János Horváth, wodurch es von den deutschen Besatzern unentdeckt blieb. Nachdem 1945 russische Truppen die Banktresore geöffnet hatten, gelangte „Der Ursprung der Welt“ zunächst auf den Budapester Schwarzmarkt. 1946 gelang es Hatvany, das Bild für 10.000 Forint von einem Händler zurückzuerwerben. Da er das Bild bei seiner Emigration nach Paris 1947 nicht mitnehmen konnte, schmuggelte es kurze Zeit später Claire Spiess, die Frau seines Neffen, nach Frankreich. Hier zeigte Hatvany das Bild 1949 dem Kunsthändler Fritz Nathan.
Im Jahr 1955 kaufte der Psychoanalytiker Jacques Lacan das Original aus unbekannter Privathand. Er und seine Frau, die Schauspielerin Sylvia Bataille, hängten es in ihrem Landhaus in Guitrancourt auf. Aber auch dort wurde es den Blicken der Öffentlichkeit entzogen: Lacan bat seinen Schwager André Masson, ihm einen verschiebbaren Doppelrahmen dafür zu bauen, der vorn ein anderes Gemälde zeigte. Masson malte daraufhin eine Landschaft, die exakt der Linienführung des Originals folgte. Um den Surrealismus dieser Version zu verstärken, trug es denselben Namen („L’Origine du monde“).
Erst mit Lacans Tod 1981 tauchte das Bild wieder auf und blieb zunächst in Frankreich. Im Brooklyn Museum in New York City wurde es 1988 erstmals öffentlich präsentiert. Nachdem auch Sylvia Bataille gestorben war, gelangte es 1995 ins Pariser Musée d’Orsay, wo es seither ausgestellt ist.

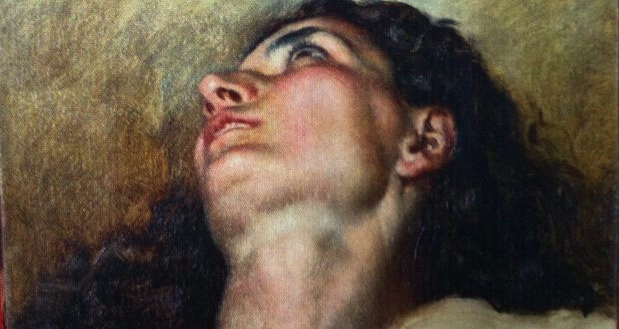
Vermuteter Frauenkopf der Irin Joanna Hiffernan von L’Origine du monde

Das französische Magazin Paris Match und das deutsche Magazin Der Spiegel veröffentlichten 2013 eine Hypothese, wonach L’Origine du monde ursprünglich Teil einer größeren Komposition gewesen sei. Nach Angaben des Courbet-Experten Jean-Jacques Fernier ist 2010 ein möglicherweise von Courbet stammendes Gemälde eines Frauenkopfes entdeckt worden. Beide Bilder könnten aus einem größeren Aktbild einer liegenden Frau herausgeschnitten worden sein. In einer Pressemitteilung vom 8. Februar 2013 hat das Musée d’Orsay die Spekulationen über eine mögliche Zusammengehörigkeit der beiden Gemälde als „hypothèses fantaisistes“ zurückgewiesen.

## Identifikation des Modells

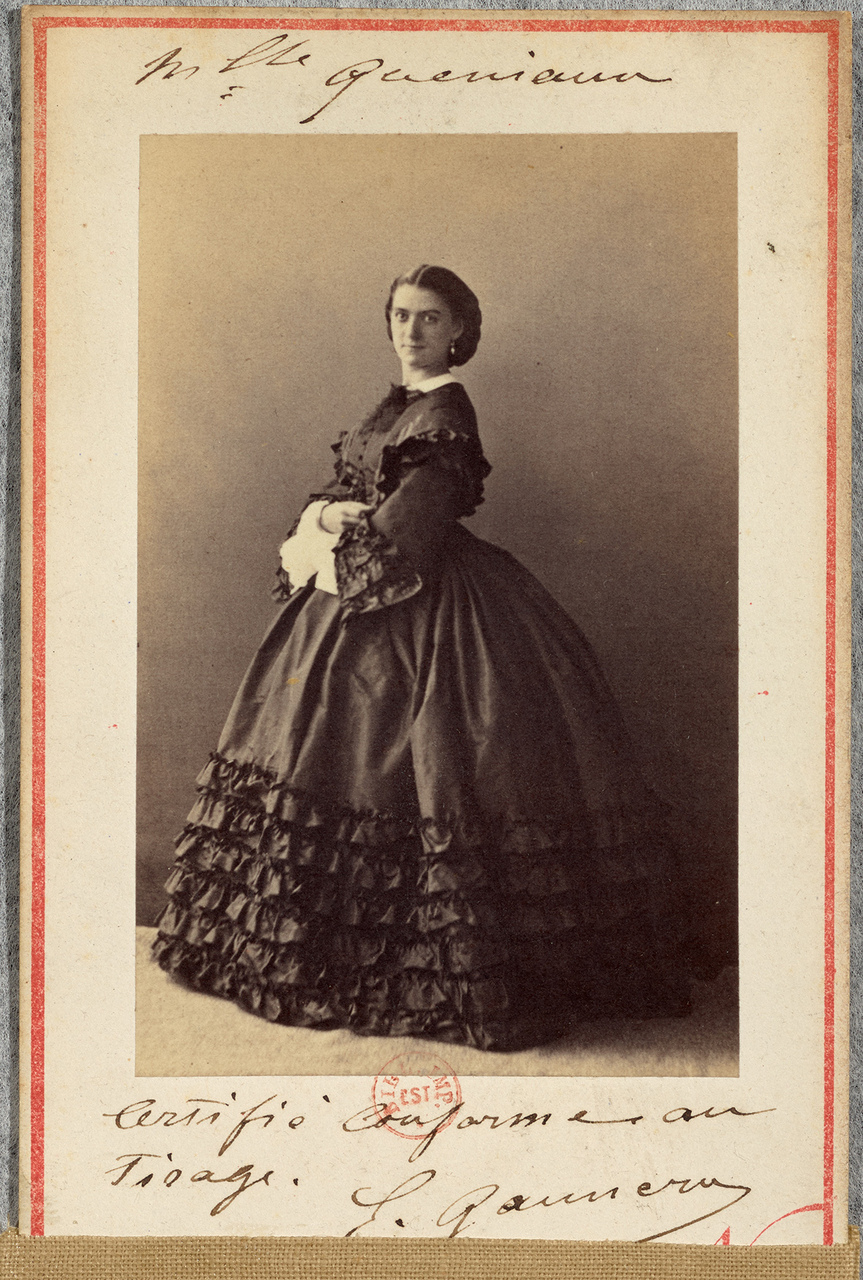
Die Tänzerin Constance Quéniaux, die laut Alexandre Dumas fils das Modell gewesen war. Foto: Nadar

Alexandre Dumas fils soll an George Sand geschrieben haben: „On ne peint pas de son pinceau le plus délicat et le plus sonore l’interview de Mlle Queniault [sic] de l’Opéra“ ("Man malt nicht mit seinem zartesten und klangvollsten Pinsel das Interview mit Miss Queniault [sic] von der Oper"). Der Dumas-Forscher Claude Schopp fand das „Interview“ in der Transkription seltsam und nahm Einblick in den Originalbrief. Dort steht statt „l’interview“ (ein offensichtlicher, sinnentstellender Transkriptionsfehler) „l’intérieur“. Statt des „Interviews“ mit jener Frau wurde also ihr „Inneres“ („Interieur“) gemalt, was dieser Aussage Sinn verleiht. Dem französischen Literaturwissenschaftler zufolge soll es sich bei der abgebildeten Person um Constance Quéniaux handeln, eine Balletttänzerin der Pariser Opéra und zugleich Geliebte des Bildbestellers Khalil Bey.

## Relation von Titel und Bild
„Der Ursprung der Welt“ als Bildbezeichnung verweist auf die Doppelnatur des weiblichen Geschlechtsorgans: einerseits als Objekt der sexuellen Begierde und Eingang der Vereinigung, andererseits als Ausgang der Geburt, von wo aus jedes Kind zum ersten Mal das Licht der Welt erblickt. Insofern ist der Unterleib der Frau der Ursprungsort des Menschen, der jegliche Welterfahrung erst möglich macht. In diesem übertragenen Sinn stellt das Bild den „Ursprung“ alles Existierens, Wahrnehmens und Gestaltens der menschlichen Welt dar.
Der Titel wurde vielfach als metaphysische Anspielung aufgefasst. Der Mensch ist in dieser Perspektive der Ursprung der geordneten „Welt“ (monde), im Gegensatz zu der wilden Ursprünglichkeit der „Erde“ (terre). Ist der Mensch Daseinsgrund eines die „Erde“ transzendierenden und beherrschenden Netzes von sozialen Ordnungen und Ortungen, so ist der weibliche Schoß im Wortsinn der „Ursprung der Welt“. Die „Polarität von Welt und Erde“ diente der deutschen Mystik als Manifestation des Gegensatzes von „Geistig-Seelischem“ und „Physisch-Materiellem“. Die Welt gründet sich auf die Erde und die Erde durchragt die Welt. Der Begriff „Welt“ steht dabei für die „Unverborgenheit des Seienden“ (Aletheia). „Erde“ ist das „zu nichts gedrängte Hervorkommen“ des „ständig Sichverschließenden und Bergenden“. Dieser „Streit zwischen Welt und Erde“, den Martin Heidegger 1936 als „Ursprung des Kunstwerks“ bezeichnen sollte, scheint hier bereits angelegt. Die „Welt“ gilt als Daseinsgrund von „Wahrheit“ und „Wirklichkeit“, der Mensch erscheint somit als deren „Ursprung“. Auch auf die Unverborgenheit des Seienden und Werdenden im Sinne der Aletheia (griech. Wahrheit) kann die Explizitheit der Darstellung anspielen.
Solche verborgenen Motive und Referenzen waren es, die Courbet interessant für die Psychoanalyse machten. Der Doppelcharakter des „Ursprungs“ – einerseits als Ziel aller Sehnsucht, andererseits als Beginn des Lebens – kommt z. B. in einem Gedicht von Hans Arnfrid Astel über das Motiv zum Ausdruck, das er Courbet und Lacan zugleich widmet:
„L’ORIGINE DU MONDE (November 1996)
für Courbet & Lacan
Die Innenlippen blinzeln aus den äußern.
Im Lebenswasser spiegelt sich das Land,
lachendes Ufer aller Landungswünsche.
Hier springt die Welt zur Welt bei der Geburt,
nachdem zuvor die Welt zur Welt gedrungen.“
Die Enthüllung des weiblichen Schoßes als Ursprung der Welt lässt sich in mehrere Richtungen ausdeuten: Bild und Titel können als Erinnerung an den Urzustand vor dem „Sündenfall“, als Adam und Eva nackt waren, ohne sich dafür zu schämen, aufgefasst werden. Nach dieser Lesart will Courbet dem Betrachter den Sinn seiner Menschlichkeit, sein triebhaftes Angewiesensein auf den Anderen, wieder nahebringen.
Die Vulva als Enthüllung des Ursprungs aller Dinge kann wiederum große Verehrung für die unverstellte Sexualität ausdrücken. In direkter Schlichtheit wird der Betrachter auf das Wesentliche hingewiesen: Der Zustand vor allem Wissen, aller Reflexion, vor aller Entzweiung und Fremdheit scheint in der sexuellen Vereinigung mit dem dargebotenen Körper zum Greifen nahe. Die Persönlichkeit der Frau – ihr „Gesicht“ – bleibt dem Auge jedoch entzogen. Das Bild wirkt daher wie eine Einladung zum reinen Geschlechtsakt.
„Idealistischer“ Titel und „realistisches“ Bildmotiv stehen unverkennbar in Spannung zueinander. Bei jeder möglichen Deutung – das weibliche Geschlecht als Ort der Lust, Ausgangspunkt des Lebens oder Hinweis auf den Zustand paradiesischer Unschuld – ist der „Ursprung der Welt“ entgegen seiner vordergründigen Enthüllung kein unmittelbar greifbares Objekt. Das Bild zeigt nicht das, was der Titel verspricht: Es ist sinnlich, emotionserregend, konkret in Bezug auf seinen Gegenstand. Es beabsichtigt keine Veranschaulichung eines Begriffs oder einer allgemeinen Abstraktion.
Das Spannungsverhältnis zwischen Titel und Gegenstand soll eventuell von der Skandalwirkung des Bildes ablenken und diese mildern: Dann hätte der Titel „verhüllende“ Funktion entgegen dem „enthüllenden“ Inhalt. Andererseits kann die Spannung zwischen Bildtitel und Bildinhalt dessen skandalisierende Wirkung noch verstärken: Der Titel enthält einen universalen Anspruch, lässt eine philosophische oder religiöse Reflexion auf die Gesamtheit der Natur erwarten und regt diese an. Der Inhalt konfrontiert den Betrachter dann tatsächlich mit der Natur: aber eben seiner eigenen, unmittelbaren „Fleischeslust“ und sinnlichen Welterfahrung.
Der Schockeffekt ist vom Maler beabsichtigt: Courbet sah sein ganzes Wirken als Protest gegen überkommene künstlerische Konvention und Dogmatismus. Er suchte diese mit seinen Bildern zu sprengen. Gerade als reine Pornographie hätte das Bild diese Wirkung kaum erzielt.
Courbet hat sein Bild so gemalt, dass den Betrachtern gleichfalls ein Blick begegnet. Die halb geöffnete Vulva erblickt den Blick des Betrachtenden, sie blinzelt ihn an.

## Wirkung
Die Konfrontation mit der konkreten Realität der menschlichen Sexualität ist das offensichtliche Thema des Bildes. Es galt schon zu Lebzeiten Courbets als Wendepunkt in der Geschichte der Malerei und machte nicht nur wegen des anstößigen Motivs in den Pariser Salons die Runde. Danach wurde es – auch weil es niemand mehr zu Gesicht bekam – zu einem Mythos. Die Geschichte seines Verstecktwerdens zeigt, dass es die Tabugrenzen der Kunst verschob.

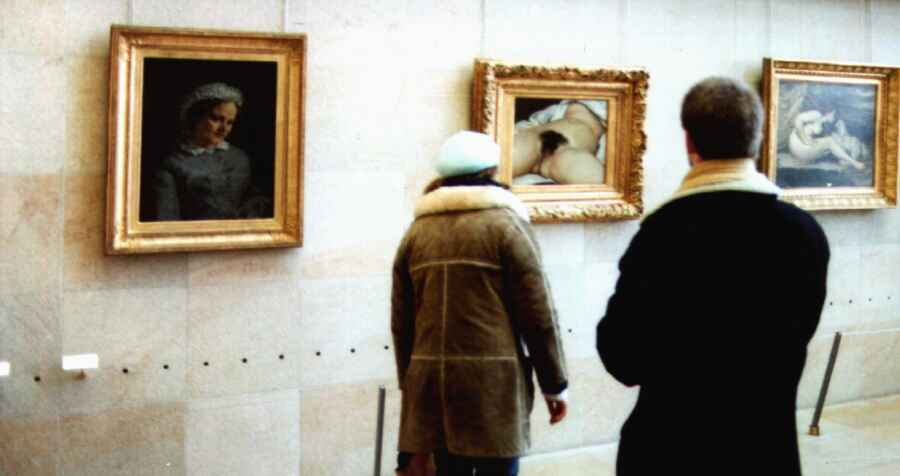
Im Musée d’Orsay

Auch seit seiner Wiederentdeckung und erstmaligen Ausstellung rief das Bild teilweise heftige Reaktionen hervor. In Feuilletons und Debatten wurde immer wieder der Vorwurf der Pornographie laut: Die Grenzen der Kunst schienen hier überschritten worden zu sein. Die unverhüllte Darstellung der Vulva löst auch heute noch heftige Reaktionen beim Publikum aus. Im Musée d’Orsay wurde deswegen ein Wachmann mit der permanenten Bewachung nur dieses Kunstwerkes beauftragt.
So gehören Bildmotiv und das, was unsichtbar-sichtbar außerhalb des Rahmens stattfindet, untrennbar zusammen: Das unverhüllte Geschlecht und die Verhüllung, mit der es umgeben wurde, aber auch die erneute Enthüllung ohne die vorherige Abdeckung zeigen die Aussagekraft des Bildes und gehören zu seiner Wirkung.
In der Kunstgeschichte markiert das Bildmotiv einen gewissen Endpunkt des Realismus: Die realitätsnahe Darstellung und der Bildausschnitt widersprachen einander. Ein Zeitgenosse Courbets bemerkte dazu:
Der Künstler, der sein Modell naturalistisch kopierte, hat vergessen, die Füße, die Beine […] und den Kopf wiederzugeben.
Dieses Weglassen des Kopfes ist dabei genau diejenige Perspektive, die der Feminismus hundert Jahre später als charakteristisch für die Pornographie bezeichnen sollte: Die Frau wird zum Objekt der männlichen Ausbeutung, zum reinen Körper ohne Gesicht und Persönlichkeit. Das Bild rührt hier – neben der Darstellung von Sexualität und expliziter Nacktheit – an ein weiteres Tabu: die gesellschaftlichen Machtstrukturen und ihre ikonographische Aktualisierung. Das macht das klassische Tafelbild trotz seiner figurativen Exaktheit und traditionellen Maltechnik modern.

### Rezeption
Das Bild fand in der Kunst vielfältige Rezeption. Die Künstlerin Orlan (Mireille Suzanne Francette Porte) malte 1989 eine Paraphrase und nannte sie L’origine de la guerre (Der Ursprung des Krieges). Das Bild ist in Komposition und Perspektive exakt jenem von Courbet nachempfunden, nur ist es kein weiblicher Akt, sondern ein männlicher, und die dem Betrachter zugewandte Vulva ist durch einen Phallus ersetzt. Das Werk wurde unter anderem im Jahr 2014 zum hundertjährigen Gedenken nach Ausbruch des Ersten Weltkriegs in einer Ausstellung in Besançon gezeigt.
Zu den bekanntesten Bildern, die durch Der Ursprung der Welt inspiriert wurden, gehört die Fotografie L’origine du monde des Fotografen Balthasar Burkhard, die ebenso wie das Vorbild einen unbekleideten Torso mit gespreizten Beinen zeigt. Das Bild EU-Unterhose der aus Jugoslawien stammenden Künstlerin Tanja Ostojić wurde vor allem in Österreich bekannt. Es zeigt eine Frau mit einer Unterhose in den Farben der EU-Flagge. 2003 zeigte Sophie Matisse auf einem Gemälde mit dem Titel Origin of the World im Rahmen ihrer „back in five minutes“-Serie den Hintergrund des Bildes ohne den weiblichen Körper.
Der Comic-Zeichner Jacques Tardi lässt in seiner Adaption des Romans Die Macht des Volkes von Jean Vautrin (Bd. 1: Die Kanonen des 18. März, Ed. Moderne, 2002) Courbet als Bekannten des fiktiven Protagonisten Hauptmann Tarpagnan auftreten. Dieser ist in die schöne Italienerin Gabriella Pucci, auch Caf’Conc’ genannt verliebt. Courbet zeigt stolz seinen Freunden sein neuestes Werk, eben Der Ursprung der Welt – liebevoll von Tardi kopiert. Auf die Frage nach seinem Modell nennt er die Prostituierte Pucci.
Marcel Duchamp schuf mit seinem Étant donnés ein Werk, das sich als Fortsetzung Courbets Ursprung lesen lässt. Gleichzeitig wird Duchamp angeführt, sobald es um das Ende des Aktbildes in der Moderne geht. Ein Ende, das seinen Anfang mit Courbet gefunden hat. Ein weiteres Indiz, dass Courbet als ein Wegbereiter der Moderne gesehen werden kann.
Im Landhaus des Psychoanalytikers Jacques Lacan hing viele Jahre das verhüllte Gemälde. Er hatte das Bild 1955 erworben. Seine Freundschaft mit Duchamp lässt vermuten, dass der Künstler dort das Original Courbets betrachten konnte. Für Lacan hatte Der Ursprung der Welt eine ausschlaggebende Bedeutung. 1955 besuchte er Martin Heidegger im Schwarzwald, um seinen Aufsatz über die Wahrheit als Aletheia, als Unverborgenheit, mit ihm zu diskutieren. Unter anderem Lacan verdankt Heidegger, dass er in Frankreich anders rezipiert wurde als in Deutschland.
Am 29. Mai 2014 besuchte die luxemburgische Performance-Künstlerin Deborah De Robertis das Pariser Musée d’Orsay, setzte sich vor Courbets L'Origine du monde und stellte es leibhaftig nach. In einem Video mit dem Titel Mirror of Origin (Spiegel des Ursprungs) ist die Künstlerin in einem goldenen Paillettenkleid zu sehen, wie sie ihre Vulva entblößt, während das Sicherheitspersonal des Museums sich um sie schart und die jubelnden Besucher aus der Galerie führt. Die Performance wurde im gleichen Jahr von Artnet.com zu den 10 größten Kunstskandalen des Jahres gezählt.
Die schwedische Comiczeichnerin Liv Strömquist veröffentlichte 2014 ein Comic zur Kulturgeschichte des weiblichen Geschlechts, der 2017 unter dem Namen Der Ursprung der Welt in deutscher Sprache erschien.
Die Schweizer Künstlerin Miriam Cahn malte 2017 L’origine du monde schaut zurück, dabei trägt die Frau auf dem Kopf eine Burka.
Das Gemälde war titelgebend für Ulrich Tukurs ersten Roman Der Ursprung der Welt (2019).
2024 besprühten Aktivistinnen die Glasscheibe vor dem Gemälde im Centre Pompidou in Metz mit einem roten „Me too“-Schriftzug. Die Künstlerin Deborah de Robertis sagte, sie habe dies als eine Art „Performance“ organisiert.

## Filmografie
- Die Enthüllung. Fernseh-Dokumentation, Deutschland, 2005, 26 Min., Regie: Rudij Bergmann, Produktion: SWR, Reihe: Nackt ist die Kunst, Inhaltsangabe von arte
- Der Ursprung der Welt. (OT: Courbet, l’origine du monde.) Fernseh-Dokumentation, Frankreich, 1996, 26 Min., Buch und Regie: Jean-Paul Fargier, Produktion: Ex Nihilo, La Sept/arte, RMN, deutsche Erstausstrahlung: 19. Oktober 2007, Inhaltsangabe von arte